# Takmossa
Takmossa (Syntrichia ruralis) är en bladmossart som beskrevs av Georg Heinrich Weber och Daniel Matthias Heinrich Mohr 1803. Takmossa ingår i släktet skruvmossor, och familjen Pottiaceae. Arten är reproducerande i Sverige. Inga underarter finns listade i Catalogue of Life.

## Bildgalleri

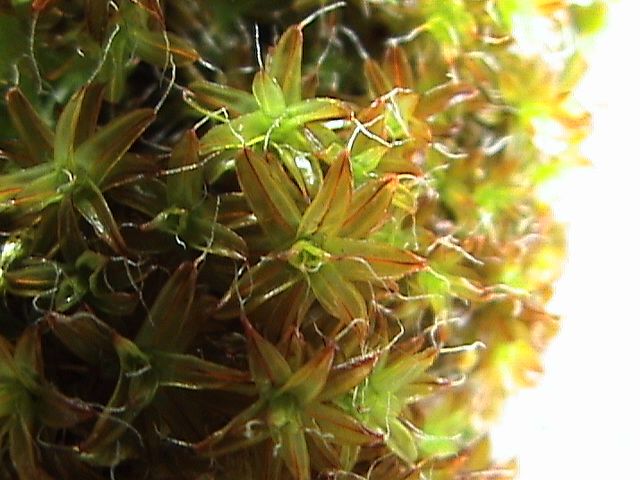